# Antonio García Ysábal
Antonio García Ysábal (Barcelona, 1939-Madrid, 2008) fue un poeta español, autor de más de cuarenta títulos entre ensayos y poemarios, y considerado uno de los mayores expertos en poesía africana.

## Obra poética
- Desnuda palabra (1962).
- La soledad y el amor (1966).
- Corazón en la orilla (1968).
- Diálogo con la claridad (1980).
- Diálogo de los amantes (1986).
- Dodecaedro (1988).
- Laberinto insular (1993).
- Salmos de la penumbra (1994).
- Cancionero general africano (1994).
- Sarah (1995).
- Diario de Arbois: de un dispar percibir (2001).
- Animales y dioses en la memoria de África (2002).

- Datos: Q5698442